# チェ・ハート
チェ・ハート（韓国語: 최 하트, ラテン文字転写: Choi HEART, 1994年5月11日 - ）は、韓国の女性歌手。

## ディスコグラフィ

### シングル
- Elastic Love（韓国語版2022年2月7日、日本語版2022年2月23日）[1]
  - 作詞 C-no
  - 作曲・編曲 SWEETCH / ddodde
- Million（2022年8月20日）
  - 作詞 Jaden Jeong、Choi HEART
  - 作曲・編曲 SWEETCH、ddodde
- 이별5분 (5min to heartbreak)（別れの5分） （2023年4月10日）
  - 作詞 Choi HEART
  - 作曲・編曲 New Dance、테트리송、심우진